# Jakub III Daniel
Mar Jakub III (imię świeckie Daniel Hormuz-Paulose, ur. 28 kwietnia 1964 w Karandżuk k. Mosulu) – trzeci patriarcha Starożytnego Kościoła Wschodu. 

## Życiorys
6 października 1983 został wyświęcony na diakona. Święcenia kapłańskie przyjął 15 listopada 1987. Sakrę biskupią otrzymał 5 lipca 1992. Do 2005 był biskupem Syrii i Libanu, w 2005 został mianowany arcybiskupem Australii.
2 czerwca 2022, po śmierci Mar Addai II Giwargis został wybrany patriarchą-katolikosem Starożytnego Kościoła Wschodu.